# Bisbat d'Amicles
El Bisbat d'Amicles (en llatí: Dioecesis Amyclaeensis) és una seu suprimida i seu titular de l'Església Catòlica.

## Història
Amicles és el nom medieval del castell de Nikli (Tegea) en Arcadia. És una antiga seu episcopal del Peloponès a Grècia, inicialment un sufragània de l'arxidiòcesi de Patres al patriarcat de Constantinoble.
La diòcesi és coneguda a partir del Notitiae Episcopatuum del patriarcat de Constantinoble només a partir del segle xii, època en què probablement es va establir. El primer bisbe grec conegut és de finals del segle. Almenys des del segle xiv estava sotmesa a la metropolitana de Lacònia. La seu es va suprimir cap a mitjans del segle xix.
Després de la Quarta Croada, es va erigir una diòcesi de ritu llatí amb el nom de dioecesis Amidensis, sufragània de Patres. Les cartes dels papes de l'època esmenten la seu d'Amicles i els seus bisbes en diverses ocasions. En una missiva del 24 de març de 1210 Innocenci III es queixa a l'arquebisbe llatí de Patres per haver consagrat il·legítimament a Gilbert, abat de Flavigny, com a bisbe mentre el bisbe Imbert encara estava viu. Le Quien informa d'un document pontifici del 26 d'agost de 1213 escrit a un anònim episcopo Amyclensi, electo Kernicensi. El 1215, un bisbe anònim d'Amicles va prendre part en el quart Concili del Laterà. El 3 d'agost de 1222, el bisbe Hug va ser alliberat de l'excomunió pel papa Honori III. Potser el mateix Hug, o un altre bisbe anònim, s'esmenta en una lletra del mateix papa el 13 de setembre de 1223.
En una lletra missiva de l'11 de març de 1222, Honori III va unir la seu d'Amicles amb la de Lacònia. La mateixa decisió fou confirmada per Innocenci IV en una missiva del 24 de juliol de 1245. Amb la desaparició de la diòcesi llatina, Amicles va esdevenir la seu d'un bisbe titular de l'església catòlica, suprimida després de la mort del seu darrer titular, Franciscus Hubertus Schraven, el 1937.

## Cronologia de bisbes llatins
- Imbert † (esmenat el 1210)
- Gilbert † (1210 - ?)
- Anònim † (? - 1213 nomenat bisbe de Cernizza)
- Anònim † (esmenat el 1215)
- Hug † (esmenat el 3 d'agost 1222)
- Anònim † (esmenat el 1223)

## Cronologia de bisbes titulars
| Bisbes Titulars d'Amicles |                                                   |                                       |                  |                  |
| Nr.                       | Nom                                               | Càrrec                                | de               | fins             |
| 1                         | Francesc, O.SS.T.                                 |                                       | 30 agost 1476    |                  |
| 2                         | Mattia de Vinariis, O.F.M.Conv.                   | Bisbe auxiliar de Ragusa              | 1 juliol 1517    |                  |
| 3                         | Pietro Alfonso Malero                             | Bisbe auxiliar de Ragusa              | 17 maig 1521     |                  |
| 4                         | Scipione Rebiba                                   | Bisbe auxiliar de Chieti              | 16. març 1541    | 12. octubre 1551 |
| 5                         | Pietro de Vico                                    | Bisbe coadjutor d'Oristany            | 17 setembre 1635 | 1641             |
| 6                         | Francisco Ocampo                                  |                                       | 21 juny 1660     | 20 gener 1684    |
| 7                         | Franz Christoph Rinck von Balderstein             | Bisbe auxiliar d'Eichstätt            | 15 maig 1684     | 6 maig 1707      |
| 8                         | Johann Kasimir Röls                               | Bisbe auxiliar d'Augsburg             | 12 març 1708     | 8 febrer 1715    |
| 9                         | Giuseppe Antonio Delmestri von Schönberg          | Bisbe coadjutor de Trieste            | 11 maig 1718     | 23 abril 1720    |
| 10                        | Francisco Sánchez Márquez                         |                                       | 27 maig 1720     | setembre 1720    |
| 11                        | Johann Ferdinand Joseph von Boedigkeim            | Bisbe auxiliar de Freising            | 22 novembre 1730 | 28 abril 1756    |
| 12                        | Emmanuel Ernst von Waldstein                      | Bisbe auxiliar de Praga               | 23 maig 1756     | 28 gener 1760    |
| 13                        | Albert-Simon-François d'Aigneville de Millancourt | Bisbe auxiliar de Cambrai             | 22 setembre 1760 | 26 octubre 1793  |
| 14                        | Jean-Baptist-Marie-Anne-Antoine de Latil          |                                       | 8 març 1816      | 1 octubre 1817   |
| 15                        | Thomas Weld                                       | Bisbe coadjutor de Kingston           | 23 maig 1826     | 15 març 1830     |
| 15                        | Francesco Gentilini                               |                                       | 15 setembre 1832 | 15 abril 1833    |
| 16                        | Antonio Herrán y Zaldúa                           |                                       | 20 gener 1834    | 13 gener 1854    |
| 17                        | William Weathers                                  | Bisbe auxiliar de Westminster         | 27 setembre 1872 | 4 març 1895      |
| 18                        | Patrick Foley                                     | Bisbe coadjutor de Kildare i Leighlin | 18 març 1896     | 19 desembre 1897 |
| 19                        | Patrick Fenton                                    | Bisbe auxiliar de Westminster         | 16 abril 1904    | 22 agost 1918    |
| 20                        | Franciscus Hubertus Schraven, C.M.                | Vicari apostòlic de Zhengding         | 16 desembre 1920 | 9 octubre 1937   |